# Milkó
Milkó (románul Milcovul) község Romániában, Vrancea megyében.

## Fekvése
Vrancea megye keleti felében, a Milkó folyó jobb partján, a DN23A főút mellett fekvő település.

## Története
A tatárok elől menekülő kun törzsek számára alapította 1227-ben Milkóban II. Endre magyar király és Róbert esztergomi püspök a milkói püspökséget, amely nem csak a kunok, hanem a barcasági német lovagrend püspöksége is volt. Bejbarsz (vagy Barc), a tatárok elől nyugatabbra húzódó kunok fejedelme már 1227-ben felvette a keresztséget és a Dnyepertől nyugatra lakó kunok ténylegesen elismerték a magyar király fennhatóságát. IV. Béla király, aki a keleti területekért volt felelős herceg korában, már ekkor, 1233-ban felvette a primogenitus regis Hungariae… et cumanie, azaz „Magyarország… és Kunország királyának elsőszülötte” címet.
Az 1241-es tatárjárás elpusztította. A milkói püspökség egyben missziós feladatokat is ellátott a pogányok megtérítésére.
A Magyar Királyság Kárpátokon túli peremterületeire már a 12. század közepe felé elindult azoknak a magyar népelemeknek a kitelepülése, akik Kelet-Erdélyből a szászok betelepedése miatt kiszorultak. Ők is a milkói püspökséghez tartoztak. A moldvai kunok zömét a tatárjárás előtt a magyar király áttelepítette a magyar Alföldre.